# Mycetophila tucumana
Mycetophila tucumana är en tvåvingeart som beskrevs av Lane 1958. Mycetophila tucumana ingår i släktet Mycetophila och familjen svampmyggor. Inga underarter finns listade i Catalogue of Life.